# Lamachos
Sauf précision contraire, les dates de cet article sont sous-entendues « avant l'ère commune » (AEC), c'est-à-dire « avant Jésus-Christ ».
Lamachos (en grec ancien Λάμαχος) était un général athénien et stratège vers 435.
En 415 Alcibiade et Nicias le désignèrent pour mener l'expédition de Sicile ; il proposait une politique agressive contre Syracuse, qui fut rejetée en faveur de la stratégie plus expansionniste d'Alcibiade, qui elle-même était confrontée à la stratégie plus prudente de Nicias ; Donald Kagan a suggéré  que la stratégie de Lamachos aurait pu amener à Athènes une victoire rapide au lieu du désastre qui s'ensuivit. 
Lamachos mourut au champ d'honneur en Sicile dans une escarmouche en 414.
Il fut caricaturé par Aristophane dans sa comédie les Acharniens car, par malchance, l'étymologie de son nom le désignait comme Bataillard ou Labataille. Dans le théâtre d'Aristophane, Lamachos incarne l'archétype du vieil hoplite va-t-en-guerre, bravache mais surtout fanfaron. Prompt à revêtir sa panoplie et à partir en campagne, il n'est mis en scène dans les Acharniens que pour montrer le parallèle entre ses préparatifs guerriers —  dérisoires et pathétiques — et les préparatifs festifs de Dicéopolis, le héros de la pièce, dégagé des obligations militaires envers sa cité après avoir conclu une paix individuelle avec l'ennemi. Mais dans Les Grenouilles, au contraire, il le désigne comme un véritable brave, digne des héros d'Homère.